# Proszek wielomikroelementowy
Proszek wielomikroelementowy – preparat złożony, w którego podstawowy skład wchodzi żelazo, cynk oraz witamina A, stosowany w leczeniu niedożywienia u małych dzieci.
Fundusz Narodów Zjednoczonych na rzecz Dzieci (UNICEF) rozprowadza bezpłatnie proszek wielomikroelementowy i ocenia zapotrzebowanie na niego na 15–20 milionów opakowań rocznie, co pozwala na leczenie 5–7 milionów dzieci. Program jest realizowany w 54 krajach na całym świecie.

## Mechanizm działania biologicznego
W skład preparatu wchodzą: żelazo, cynk oraz witamina A, które mogą być uzupełnione o inne mikroelementy w zalecanych dziennych dawkach. UNICEF rozprowadza preparat w dwóch wersjach: pierwsza 5-składnikowa jest uzupełniona o kwas askorbinowy oraz kwas foliowy, natomiast druga zawiera 15 witamin oraz minerałów.
Witamina A – jej niedobór dotyka około jednej trzeciej dzieci (190 mln) mieszkających w krajach rozwijających się, głównie w Afryce subsaharyjskiej i Azji Południowej. Może prowadzić do osłabienia układu odpornościowego i zwiększa ryzyko zarażenia i śmierci dziecka z powodu chorób, takich jak odra i biegunki.
Żelazo – jego niedobór dotyka ponad 20 procent dzieci poniżej piątego roku życia w krajach rozwijających się. Może prowadzić do niedokrwistości i powoduje osłabienie układu odpornościowego, trudności w uczeniu się i opóźniony rozwój oraz zwiększa ryzyko wcześniactwa.
Cynk – jego niedobór szczególnie dotyka dzieci w krajach rozwijających się z powodu niskiego spożycia pokarmów bogatych w cynk i niewystarczającego wchłaniania. Może prowadzić do osłabienia układu odpornościowego oraz zwiększa ryzyko zakażeń przewodu pokarmowego oraz śmierci dziecka z powodu biegunki.

## Zastosowanie medyczne
Całkowity schemat leczenia obejmuje 90 dawek w ciągu 6 miesięcy u następujących grup dzieci:
- uzupełnianie potencjalnych niedoborów u dzieci w wieku 6–23 miesięcy, w rejonach w których występowanie niedokrwistości u dzieci poniżej 2 lat lub poniżej 5 lat przekracza 20%,
- uzupełnianie potencjalnych niedoborów u dzieci w wieku 2–12 lat, w rejonach, w których występowanie niedokrwistości u dzieci poniżej 5 lat przekracza 20%.

Proszek wielomikroelementowy znajduje się na wzorcowej liście podstawowych leków Światowej Organizacji Zdrowia (WHO Model Lists of Essential Medicines) (2020).

## Działania niepożądane
Nie zostały zaraportowane żadne działania uboczne preparatu, jednakże żelazo i cynk, zwłaszcza przyjmowane na czczo, mogą powodować objawy dyspeptyczne.